# Psechrus kunmingensis
Espèce
Psechrus kunmingensis est une espèce d'araignées aranéomorphes de la famille des Psechridae.

## Distribution
Cette espèce est endémique du Yunnan en Chine,. Elle a été découverte à Kunming entre 1 950 et 2 400 m d'altitude.

## Étymologie
Son nom d'espèce, composé de kunming et du suffixe latin -ensis, « qui vit dans, qui habite », lui a été donné en référence au lieu de sa découverte

## Publication originale
- Yin, Wang & Zhang, 1985 : Study on the spider genera Psechrus from China. Journal of Hunan Normal University (Natural Science Edition), vol. 1985, no 1, p. 19-27.